# Arcidiecéze bratislavská
Arcidiecéze bratislavská je metropolitní arcidiecéze římskokatolické západní provincie, do níž patří spolu s arcidiecézí trnavskou a diecézemi banskobystrickou, nitranskou a žilinskou. Vznikla 14. února 2008 rozdělením arcidiecéze bratislavsko-trnavské. Jejím prvním arcibiskupem byl jmenován Stanislav Zvolenský.